# 爪网虫属
爪网虫属 （学名：Onychodictyon）是生活在寒武纪的一属葉足動物，為澄江動物群的成員之一。
爪網蟲的全身周围有密生的毛束状的突起，躯体部的背面排列着10对带刺的甲皮。和许多叶足动物一样，12对叶足的末端配有一对爪子。。本屬目前已知有兩物種，兩種體型有差異，不过亦可能為两性异型。

## 成員物種
- 凶猛爪网虫 Onychodictyon ferox Hou, Ramsköld & Bergström, 1991[3]：本属的模式種。体長 5–7 cm[1]。根据基于2012年的新化石的再验证，确认了柔软的圆形吻部和特殊化的咽部，1对羽毛状的触角及其基本部分的单眼等特征[2]。
- 纤细爪网虫 Onychodictyon gracilis Liu et al. 2008[1]：体長最长 5 cm。體型较凶猛爪网虫小， 没有触角[1]。